# Torrensovo jezero
Torrensovo jezero (anglicky Lake Torrens) je bezodtoké jezero v Jižní Austrálii. Je druhé největší australské jezero po Eyreově jezeře. Nachází se v tektonické propadlině na západ od Flindersova hřbetu. Má rozlohu 5700 km².

## Vodní režim
Rozloha silně kolísá podle sezóny. V zimě po deštích dosahuje maximální plochy, v létě téměř vysychá a pokrývá se vrstvou soli.

## Ochrana přírody
Jezero bylo vyhlášeno národním parkem Lake Torrens National Park.